# Schizotetranychus fluvialis
Schizotetranychus fluvialis är en spindeldjursart som beskrevs av McGregor 1928. Schizotetranychus fluvialis ingår i släktet Schizotetranychus och familjen Tetranychidae. Inga underarter finns listade i Catalogue of Life.